# Raionul Teplîk, Vinnița
Teplîk (în ucraineană Теплицький район, transliterat: Teplîțkîi raion) este un raion în regiunea Vinnița, Ucraina. Reședința sa este așezarea de tip urban Teplîk.

## Demografie
Componența lingvistică a raionului Teplîk
     Ucraineană (98,81%)
     Alte limbi (0,99%)
Conform recensământului din 2001, majoritatea populației raionului Teplîk era vorbitoare de ucraineană (98,81%), existând în minoritate și vorbitori de alte limbi.